# 松沢光雄
松沢 光雄（松澤 光雄、まつざわ みつお、1915年9月13日 - 没年不詳）は、日本の地理学者・社会学者、教育者。
長野県生まれ。1953年立正大学文学部地理学科卒。中野区立第五中学校教諭、千代田区立今川中学校（現千代田区立神田一橋中学校）校長、跡見学園女子大学講師、教授。1990年「わが国繁華街の機能区域とその空間的配列について」で立正大学文学博士。
田中啓爾を慕って立正大学に進み、1973年サンケイ商業新聞に「繁華街一等地」を連載。1974-77年サンケイ新聞に「商い風土記」を連載、1979年マンガ害悪論を唱えた。

## 著書
- 『中学社会科地理 日本篇』地勢社 1954
- 『文部省新方策による社会科地理の指導 中学校篇』新日本教育協会 1954
- 『男の子を鍛えろ 「たくましい人間」をつくる教育』評言社 1974
- 『学力をつけるコツ 目標に向かって親子が一体となる姿』評言社 1975
- 『強い子に鍛える 夢をもつ子どもと父親の記録』評言社 1975
- 『日本の子どもをダメにした学校教師』山手書房 1977
- 『江戸の武者絵凧』古今書院 江戸伝承手作りシリーズ 1979
- 『日本人の頭脳をダメにした漫画・劇画』山手書房、1979
- 『親ばか教育の反省 わが子に根性を育てる方法』東京白川書院 1979
- 『酉の市と熊手』古今書院 江戸伝承手作りシリーズ 1979
- 『押絵羽子板』古今書院 江戸伝承手作りシリーズ 1980
- 『教育原理』学陽書房 1981
- 『学校経営管理の理論と実際 校長教頭試験必携』学陽書房 1982
- 『親のしつけが学力を向上させる』学陽書房 1986
- 『繁華街を歩く 繁華街の構造分析と特性研究 東京編』綜合ユニコム 1986
- 『心をつくるしつけの人間学 0歳からのしつけ指南』創教出版 1990
- 『子どもたちをダメにした学校教師 先生に子どもは任せられない!』山手書房新社 1991
- 『土光敏夫の生い立ちと素顔』山手書房新社 1992

共著
- 『野外観察の学習指導』朝倉隆太郎共著 古今書院 1960

## 論文
- 松澤光雄